# Primal Instinct
Primal Instinct är ett svenskt metalband från Karlstad som bildades 2015. Debut-EP:n Sin City släpptes 2015, sedan dess har bandet släppt ett antal singlar och i januari 2018 släpptes deras första fullängdsalbum, TERRIFIED.
Bandet vann den svenska finalen i Wacken Metal Battle 2025 och fick representera Sverige på Wacken Open Air i Tyskland samma år.

## Medlemmar

### Nuvarande medlemmar
- Simon Jansson – sång (2015– )
- Lukas Hamberg – leadgitarr,  (2023– )
- Marcus Sörensson – gitarr, bakgrundssång (2015– )
- Michael Lennartsson – basgitarr (2015– )
- Christer Lennartsson – trummor (2015– )

### Tidigare medlemmar
- Tobias Karlsson - gitarr, bakgrundssång (2018-2023)
- Alexander Svärd – gitarr, bakgrundssång (2015–2018)
- Martin Blomgren – gitarr, bakgrundssång (2015)

## Diskografi

### Studioalbum
- Devastation (2020)[3]
- TERRIFIED (2018)

### EP
- Sin City (2015)

### Singlar
- "Death Is My Name" (2024)[4]
- "Primal" (2024)[4]
- "The End of You And I" (2024)[4]
- "Jackalopes" (2019)
- "Happyland" (2018)
- "All In" (2017)
- "We Are" (2016)
- "Paranoia" (2016)
- "Adrenaline" (2016)[5]